# Kit-Cat Club

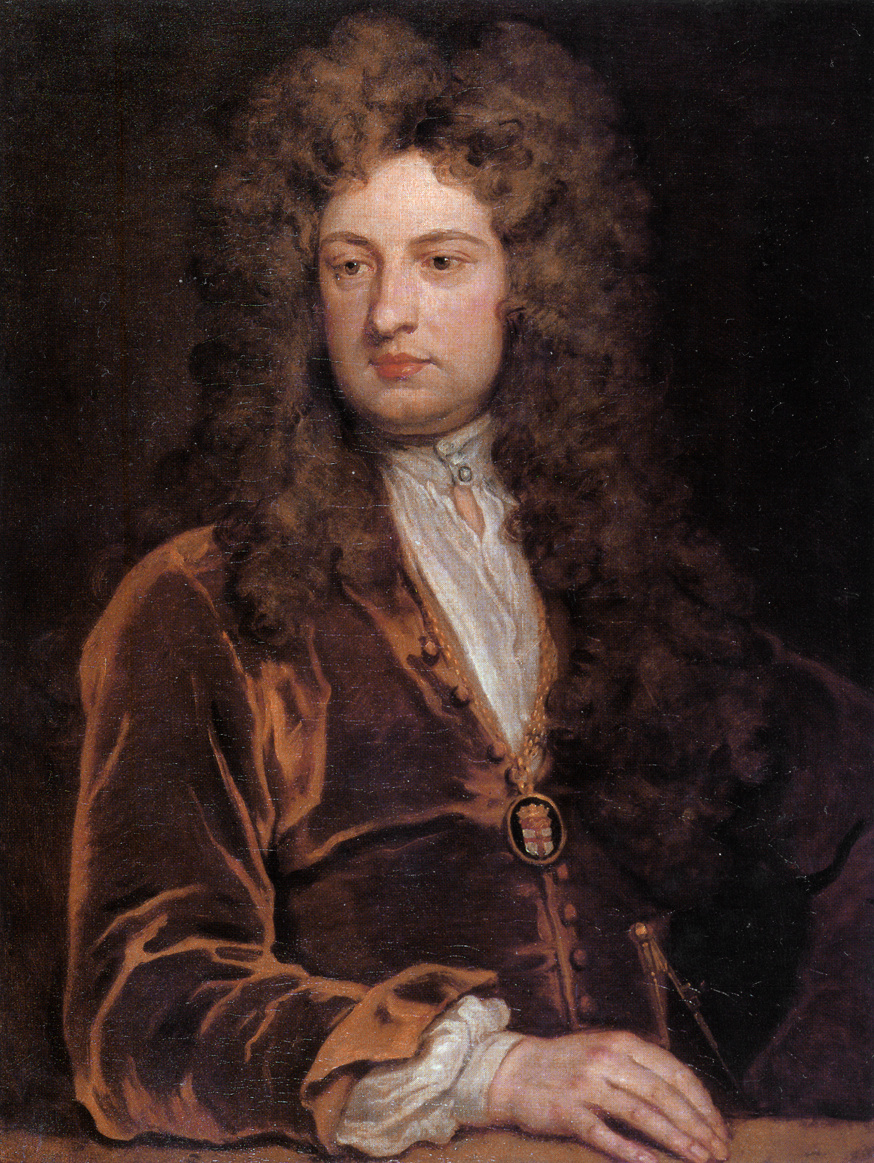
Sir John Vanbrugh op een portret van Godfrey Kneller

De Kit-Cat Club was een vroeg-18e-eeuwse Engelse club, gevestigd in Londen. Hij werd gevormd door vooraanstaande personen op het gebied van literatuur en politiek. Het doel van de club was het bevorderen van de ideeën van de politieke stroming van de Whigs. De leden van de club streefden onder meer naar een sterk parlement en een beperkte invloed van de koning. Oprichter en secretaris van de club, die tot 1720 bestond, was de Londense boekhandelaar en uitgever Jacob Tonson.
De naam van de club zou zijn afgeleid van Christopher ('Kit') Catling of Katt. Deze bezat een taveerne in Londen waar de groep aanvankelijk bijeen kwam. Hij produceerde de in zijn tijd befaamde pasteien van schapenvlees die bekendstonden als kit-cats, die ook steevast tijdens de bijeenkomsten werden genuttigd. De club kende later verschillende plaatsen van samenkomst, zowel in als buiten de stad en behalve discussie was er ruim gelegenheid tot eten, drinken en netwerken. 
Onder de leden van de club bevonden zich onder meer de schrijvers William Congreve, John Vanbrugh, Jonathan Swift, Joseph Addison en Richard Steele en politici als John Churchill, Charles Seymour,  Thomas Pelham-Holles en Robert Walpole.  Ook de kunstschilder Godfrey Kneller maakte deel uit van het gezelschap. Hij schilderde vele leden van de club, waarvan de portretten te zien zijn in de National Portrait Gallery in Londen.